# راه‌آهن شمالی اسکاتلند
راه آهن شمالی اسکاتلند (GNSR/GNoSR) یکی از دو راه آهن کوچک از پنج شرکت عمده راه آهن اسکاتلند قبل از گروه‌بندی ۱۹۲۳ بود که در شمال شرق کشور فعالیت می‌کرد. این شرکت در سال ۱۸۴۵ تشکیل شد و در ۲۰ سپتامبر سال ۱۸۵۴ اولین مسافران خود را به اندازه ۳۹ مایل (۶۳ کیلومتر) از کیتی‌بوروستر در آبردین به مقصد هونتلی حمل کرد؛ و تا سال ۱۸۶۷ ۲۲۶ ۱⁄۴ مایل (۳۶۴٫۱ کیلومتر) خطوط راه آهن را از ان خود کرد و برروی بیش از ۶۱ مایل (۹۸ کیلومتر) ان را مورد بهره‌برداری قرار داد.

## تاریخچه
در سال ۱۸۴۵، راه‌آهن بزرگ شمال اسکاتلند برای ساخت خط‌آهن از آبردین به اینورنس تشکیل شد.